# وليد معابرة
وليد صالح صلاح المرعي (21 نوفمبر 1973 - ) هو كاتب وأديب أردني متخصص في الأدب الساخر والنقد الاجتماعي.

## النشأة
وُلِد الكاتب وليد معابرة في بلدة سوم التابعة لمدينة إربد عام 1973م. أكمل دراسته الابتدائية والإعدادية فيها، ثم أكمل دراسته الثانوية في مدرسة الزرنوجي الثانوية ببلدة كفر يوبا؛ التحق بجامعة الطفيلة التقنية ليواصل دراسته في مجال الهندسة الميكانيكية، وتخرج منها عام 1993م.

## حياته المهنية
عمل وليد مدرساً لدورات الحاسوب وصيانة أجهزة الكمبيوتر في المراكز الثقافية التابعة لوزارة التربية والتعليم الأردنية ضمن الفترة الواقعة بين عامي 1993م و1998م، ثم التحق بوظيفة أمين سر وسكرتير تحرير مجلة المنارة للبحوث والدراسات، وهي مجلة علمية عالمية متخصصة مُحكَّمَة تصدر عن جامعة آل البيت (الأردن) منذ عام 1998م.

## مؤلفاته
- ضمير مستتر تقديره مواطن – كتاب نقدي ساخر يتناول علاقة المواطن العربي بالمجتمع والسياسة (2019).
- ذكريات خبيثة – نصوص أدبية ساخرة.[4]
- أمة تنسحب من التاريخ – صدر عن دار المشكاة في إربد، عام 2020.
- أمة تنسحب من التاريخ – مقالات ساخرة توظّف التاريخ والأسطورة في نقد الواقع الأردني، وُصف بأنه من أكثر كتب الكاتب نفاسةً، لما فيه من أصالة وتجربة حيوية. ""\"أمة تنسحب من التاريخ\" .. مقالات توظّف التاريخ والأسطورة"". سرايا الإخبارية. 21 مارس 2021. مؤرشف من الأصل في 2021-07-03. اطلع عليه بتاريخ 2025-08-18.

- كتاب المدخل الميسر في نظام تشغيل القرص – كتيب ثقافي مبسّط يدرس في مراكز ثقافية.

## العضويات
يشغل عضوية عدد من الهيئات الأدبية والثقافية والإعلامية على المستويين المحلي والدولي، من أبرزها:
- عضو رابطة الكتّاب الأردنيين.[5]
- عضو رابطة الأدب الإسلامي العالمية
- عضو الاتحاد العام للأدباء والكتاب العرب
- عضو اتحاد كتاب أفريقيا وآسيا وأمريكا اللاتينية
- عضو التجمع الدولي لاتحادات الكتّاب (الاتحاد الأوروآسيوي)
- عضو الاتحاد الدولي للإعلام الإلكتروني
- عضو المجلس الدولي للغة العربية
- عضو جمعية كتّاب الصحافة الإلكترونية
- حاصل على الدكتوراه التقديرية من American World Open University

### دراسات علمية ورسائل جامعية
- رسالة ماجستير: الخطاب الساخر في كتابات وليد معابرة: دراسة في الشكل والمضمون – جامعة آل البيت، 2022. "الخطاب الساخر في كتابات وليد معابرة: دراسة في الشكل والمضمون". Mandumah. اطلع عليه بتاريخ 2025-08-20.
- دراسة أكاديمية: الديستوبيا الساخرة في الأدب الحديث: كتاب "أمة تنسحب من التاريخ" أنموذجًا – مجلة المنارة للبحوث والدراسات (جامعة آل البيت)، مجلّد 3، عدد 3، سبتمبر 2024. "Satirical Dystopia in Modern Literature – The Book (A Nation Withdrawing from History) as an Example". Arts and Social Sciences Series. ج. 3 ع. 3. 2024. DOI:10.59759/art.v3i3.678. {{استشهاد بدورية محكمة}}: الوسيط |تاريخ الوصول بحاجة لـ |مسار= (مساعدة)
- دراسة أكاديمية: قراءة في فكر وليد معابرة من خلال كتابه "ذكريات خبيثة" – المجلة الأردنية في اللغة العربية وآدابها، مجلّد 16، عدد 4، ديسمبر 2020. "قراءة في فكر وليد معابرة من خلال كتابه "ذكريات خبيثة"". المجلة الأردنية في اللغة العربية وآدابها. ج. 16 ع. 4: 49–75. 2020. اطلع عليه بتاريخ 2025-08-20.
- دراسة أكاديمية: علامات السخرية في الأدب الأردني: مقاربة سيميائية – أدب وليد معابرة أنموذجًا – مجلة بحوث دراسات اللغة العربية وآدابها، مجلّد 40، عدد 3، 2024. "علامات السخرية في الأدب الأردني: مقاربة سيميائية – أدب وليد معابرة أنموذجًا". بحوث دراسات اللغة العربية وآدابها. ج. 40 ع. 3: 1957–1986. 2024. DOI:10.21608/bfda.2024.363897. اطلع عليه بتاريخ 2025-08-20.

## مقالات صحافية
- عنوان المقال الأول
- عنوان المقال الثاني
- عنوان المقال الثالث
- عنوان المقال الرابع
- عنوان المقال الخامس
- عنوان المقال السادس
- عنوان المقال السابع
- عنوان المقال الثامن
- عنوان المقال التاسع
- عنوان المقال العاشر
- عنوان المقال الحادي عشر
- عنوان المقال الثاني عشر
- عنوان المقال الثالث عشر
- عنوان المقال الرابع عشر
- عنوان المقال الخامس عشر
- عنوان المقال السادس عشر
- عنوان المقال السابع عشر
- عنوان المقال الثامن عشر
- عنوان المقال التاسع عشر
- عنوان المقال العشرون
- عنوان المقال الواحد والعشرون
- عنوان المقال الثاني والعشرون
- عنوان المقال الثالث والعشرون
- عنوان المقال الرابع والعشرون
- عنوان المقال الخامس والعشرون
- عنوان المقال السادس والعشرون
- عنوان المقال السابع والعشرون
- عنوان المقال الثامن والعشرون